# François-Fortuné Férogio
François Fortuné Antoine Ferogio né le 2 avril 1805 à Marseille et mort le 23 novembre 1888 à Paris est un peintre français.

## Biographie
François Fortuné Ferogio est le fils de François Benoît Ferogio et d'Anna Maria Alasia. 
Il entre à l'École des beaux-arts de Paris le 2 avril 1825 dans l'atelier d'Antoine-Jean Gros. Il expose au Salon de 1831 à 1880.
Graveur sur acier, aquarelliste et peintre sur faïence, il épouse Libère Adrienne Berthelot.
Il meurt le 23 novembre 1888 à son domicile de la rue Rousselet à Paris.